# Truncala hirta
Truncala hirta är en insektsart som beskrevs av Woodward 1953. Truncala hirta ingår i släktet Truncala och familjen Rhyparochromidae. Inga underarter finns listade i Catalogue of Life.